# ثور الماء المخزني
ثور الماء المخزني أو مِرْجَانِيَّة مَخزَنِيَّة أو ثور الماء أو طحلب بحري (الاسم العلمي: Corallina officinalis) عشب بحري أحمر كلسي ينمو في المناطق الساحلية السفلية والمتوسطة على الشواطئ الصخرية. وهو نبات طبي يعيش طفيلياً على الفوقس. يُستعمل طارداً للديدان.

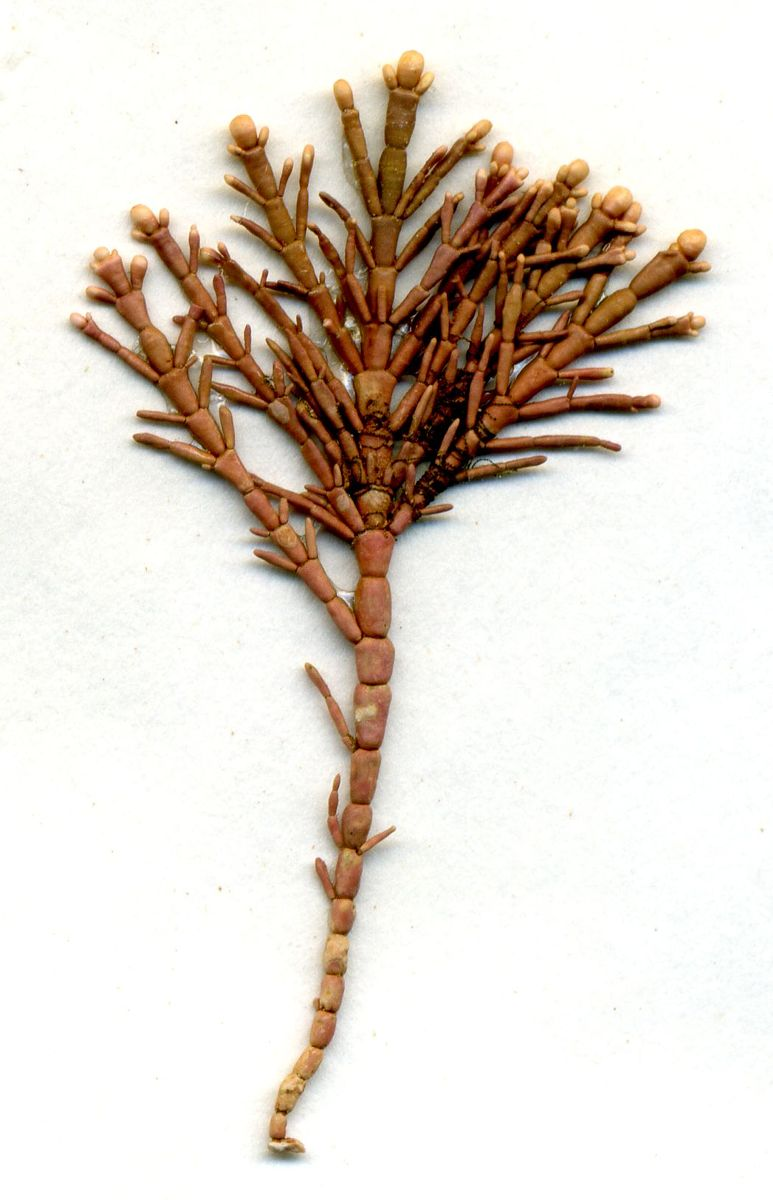